# Юліус Теодор Крістіан Ратцебурґ

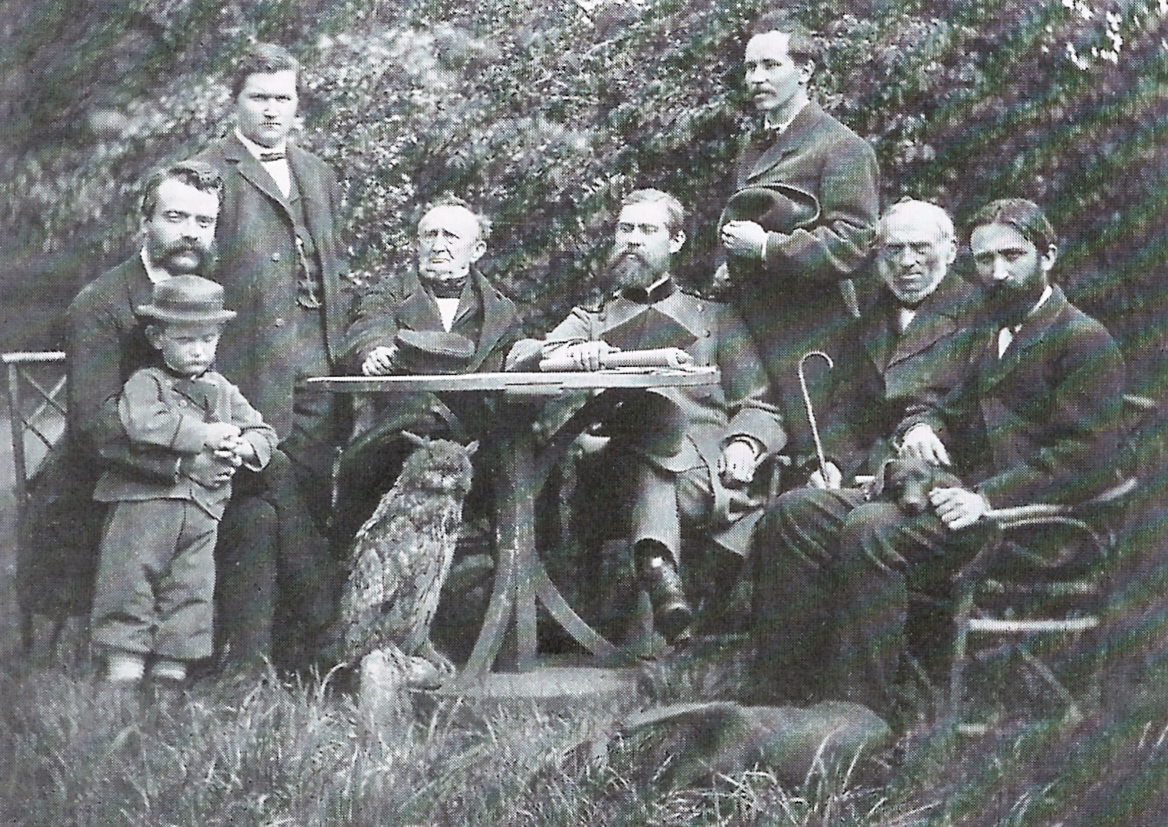
Викладачі школи лісівництва в Нойштадт-Еберсвальде близько 1868 року (зліва): Роберт Гартіґ (обіймає Пітера Данкельмана), невідомий, Юліус Теодор Крістіан РатцебурҐ Бернгард Данкельман, Адольф Ремеле, Вільгельм Шнайдер і Вільгельм Шютце

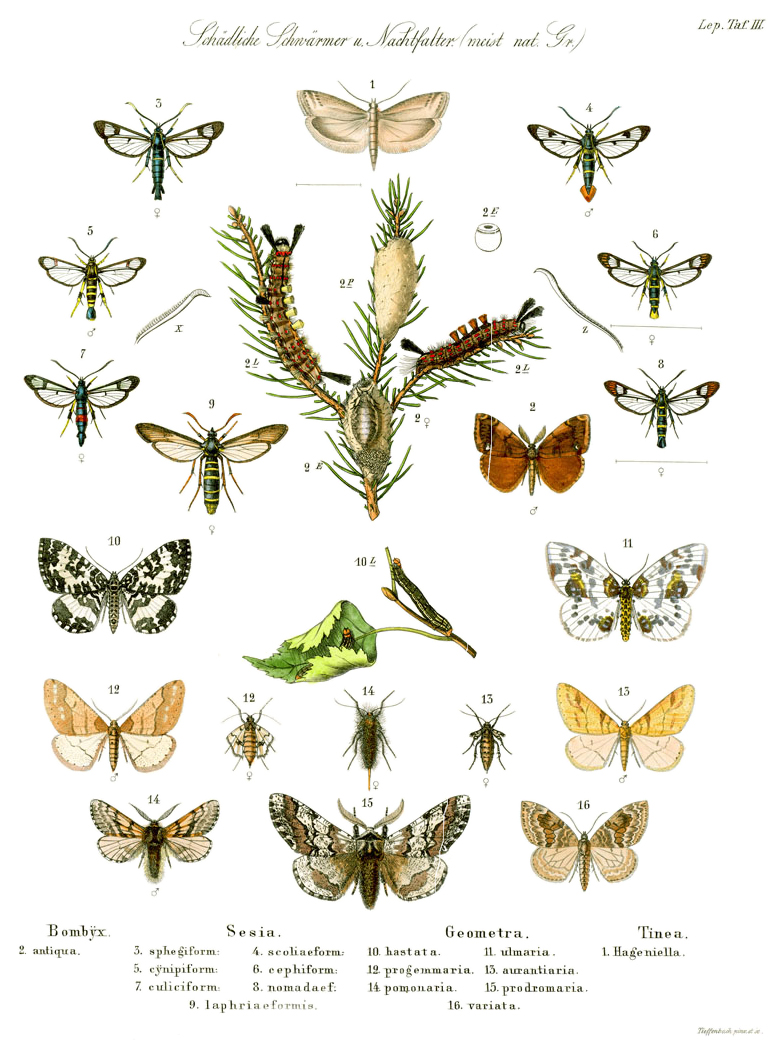
Зображення з Die Waldverderber und ihre Feinde

Юліус Теодор Крістіан Ратцебурґ (16 лютого 1801 — 24 жовтня 1871) — німецький зоолог, ботанік, ентомолог і лісівник.

## Життєпис
Ратцебурґ народився в Берліні в сім'ї професора ветеринарної школи Берлінського університету. Він вивчав медицину та природничі науки в Берліні і цікавився насамперед ботанікою. Він став приват-доцентом у Берлінському університеті в 1828 році, коли спілкувався з Олександром і Вільгельмом фон Гумбольдтами. Через два роки він став там професором природничої історії на запрошення Фрідріха Вільгельма Леопольда Пфайля (1783-1859). Він заснував лісівничий ботанічний сад в Еберсвальде, працюючи там до свого виходу на пенсію в 1869 році. Він повернувся до Берліна, де жив до самої смерті.
Ратцебурґ був автором важливих праць з лісівництва та лісової ентомології, і вважається засновником останньої дисципліни. Його особливо цікавили паразитичні види. З 1827 по 1834 рік разом з Йоганном Фрідріхом фон Брандтом він написав Medizinische Zoologie (Медична зоологія ), яка стала зразковою працею на багато років.

## Вибрані твори

### Ентомологічні праці
- Die Forstinsekten, Berlin 1837–1844, три томи та додаток.; перевидання у Відні 1885.
- Die Waldverderber und ihre Feinde, Berlin, 1841, 8-е перевидання Йоганна Фрідріха Юдайха (1828–1894) та Гінріха Нітше (1845–1902) під назвою Lehrbuch der mitteleuropäischen Insektenkunde, Vienna, 1885, з біографією.
- Die Ichneumonen der Forstinsekten, Berlin 1844–1852, три томи. Частини такі:
  - Ratzeburg, JTC 1844 (31 березня), Die Ichneumonen der Forstinsekten in entomologischer und forstlicher Beziehung 1 :224 pp, 4 plate', Berlin.
  - Ratzeburg, JTC 1844 (31 серпня), Die Ichneumonen der Forstinsekten in entomologischer und forstlicher Beziehung 3 :viii+314pp, 16 plates, Berlin
  - Ratzeburg, JTC 1848, Die Ichneumonen der Forstinsekten in entomologischer und forstlicher Beziehung 2 :vi+238pp, 4 tables, 3 plates, Berlin
  - Ratzeburg, JTC 1852, Die Ichneumonen der Forstinsekten in entomologischer und forstlicher Beziehung 3:v–xviii+272pp, 3 таблиці, Берлін
- Die Nachkrankheiten und die Reproduktion der Kiefer nach dem Fraß der Forleule, Берлін, 1862.
- Die Waldverderbnis oder dauernder Schaden, welcher durch Insektenfraß, Schälen etc. an lebenden Waldbäumen entsteht, Berlin, 1866–1868, два томи.

### Інші предмети
- Handbuch der Zoopharmakologie für Thierärzte . том. 1 і 2. Берлін 1801 Цифрове видання Університету та Державної бібліотеки Дюссельдорфа
- Medizinische Zoologie, avec Brandt, Berlin, 1827–1834, два томи.
- Abbildung und Beschreibung der in Deutschland wild wachsenden Giftgewächse, з Йоганном Фрідріхом фон Брандтом (1802-1879) і Філіпом Фебусом (1804-1880), Берлін 1834; нове видання 1838 р.
- Forstnaturwissenschaftliche Reisen, Берлін 1842.
- Die Standortsgewächse und Unkräuter Deutschlands, Берлін 1859.
- Forstwissenschaftliches Schriftstellerlexikon, Берлін 1872–1873.

Крім того, Юліус Теодор Крістіан Ратцебурґ продовжив роботу Фрідріха Ґоттльоба Гайна « Getreue Darstellung und Beschreibung der in der Arzneykunde gebräuchlichen Gewächse».
- Getreue Darstellung und Beschreibung der in der Arzneykunde gebräuchlichen Gewächse wie auch solcher, welche mit ihnen verwechselt werden können . 12 томів, 1805–1856 (продовження Йоганна Фрідріха Брандта, Юліуса Теодора Крістіана Ратцебурга та Йоганна Фрідріха Кльоцша ). Цифрове видання Університету та державної бібліотеки Дюссельдорфа